# Trollhättan-Fälle

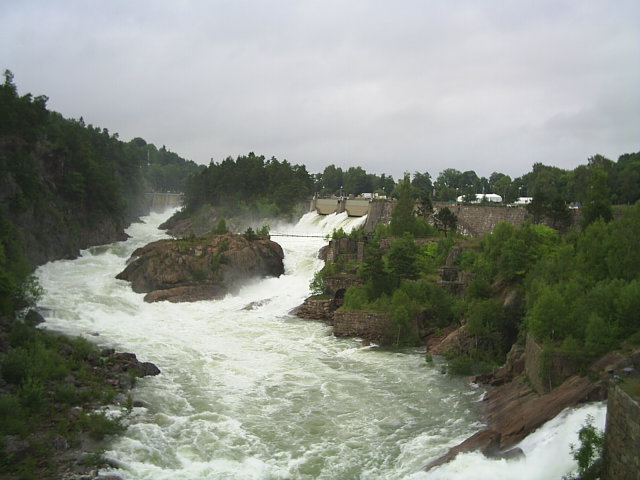
Trollhättan-Fälle

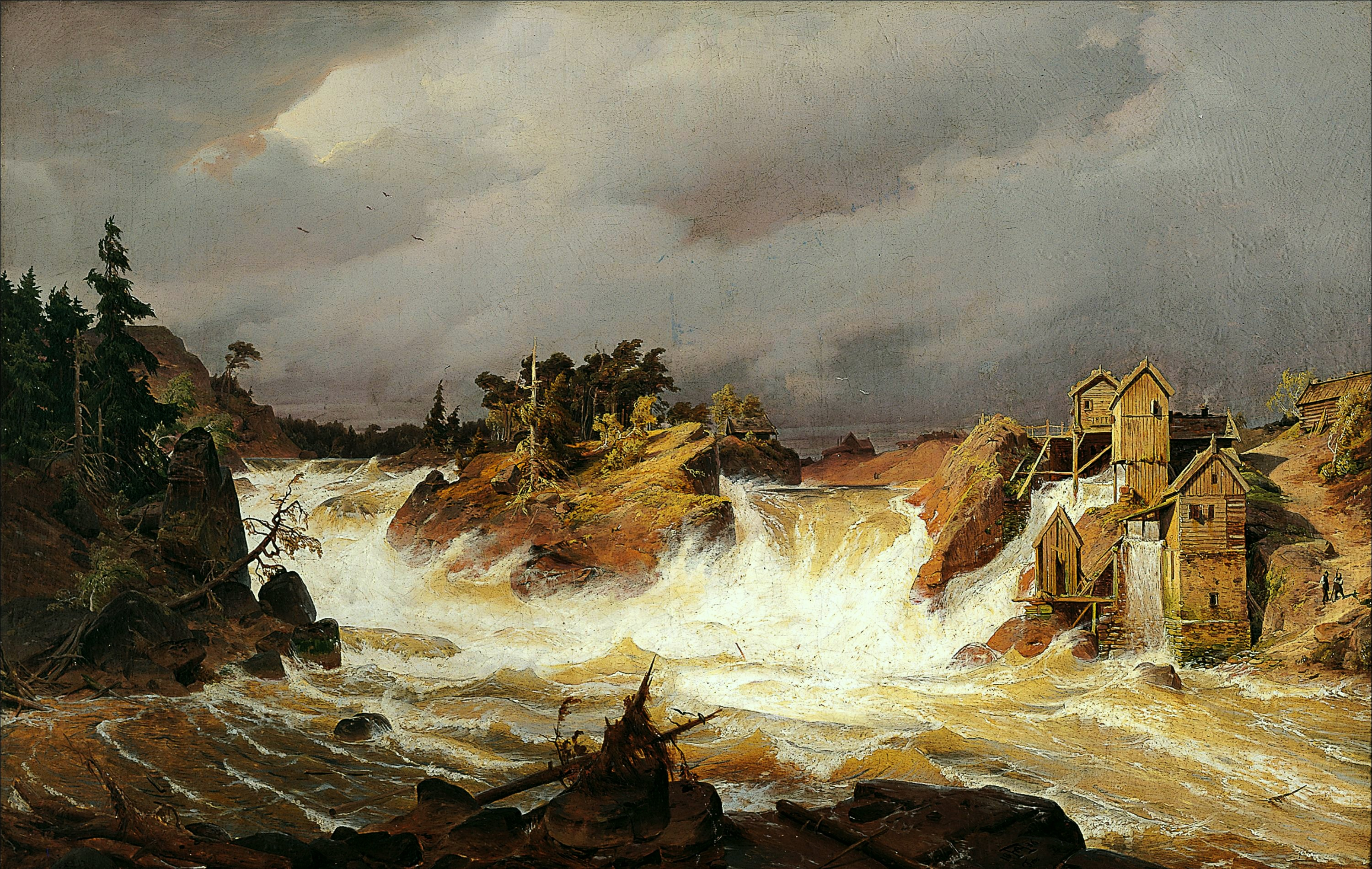
Andreas Achenbach: Die Trollhättan-Fälle (1836)

Die Trollhättan-Fälle sind Wasserfälle des Göta älv im Stadtgebiet von Trollhättan, Provinz Västra Götalands län in Schweden.
Im unregulierten Zustand erstreckten sie sich von der Malgöbrücke bis zu einer Talverengung namens Olidan und führten 900 Kubikmeter Wasser pro Sekunde. Der unterste Abschnitt war auch als „Höllenfall“ bekannt. Der Höhenunterschied beträgt 32 Meter und ist somit der überwiegende Teil der Fallhöhe des Göta älv zwischen Vänern und Kattegat, die 44 Meter beträgt.
Heutzutage wird das Wasser nur bei besonderen Gelegenheiten über diesen Weg geleitet, entweder um den Wasserstand des Vänersees zu regulieren oder als Touristenattraktion, wobei die Wassermenge etwa 300 Kubikmeter pro Sekunde beträgt. Das Wasser wird dann über vier Schütze geleitet, die nacheinander geöffnet werden. Die Öffnung erfolgt 2022 mittwochs bis sonntags in der Zeit vom 15. Juni bis 14. August um 15.00 Uhr, zudem an einzelnen weiteren Tagen.
Ansonsten wird die größte Wassermenge in den beiden östlich des Flusses und damit linksufrig von ihm gelegenen Wasserkraftwerken Hojum und Olidan zur Stromherstellung genutzt.
Schon früher wurde die Kraft des Flusses von kleinen am östlichen Flussufer angesiedelten Betrieben verwendet. Über die Jahrhunderte haben die Wasserfälle von Trollhättan Besucher von nah und fern begeistert und das Schauspiel ist unter anderem von Esaias Tegnér und Carl von Linné geschildert worden. Das Wasserkraftwerk Trollhättan ist der Ursprung des Unternehmens Vattenfall.